# Шан-ди
Сяошан-ди (кит. трад. 孝殤帝), или коротко Шан-ди (кит. трад. 殤帝), личное имя Лю Лун (кит. трад. 劉隆, упр. 刘隆, пиньинь Liú Lóng, 105—106) — пятый император китайской империи Восточная Хань.

## Биография
Лю Лун родился осенью 105 года; его родителями были император Хэ-ди и наложница, чьё имя не сохранилось. Так как до этого все сыновья императора умирали в младенчестве от болезней, в соответствии с предрассудками того времени Лю Луна и его старшего брата Лю Шэна отдали на воспитание в приёмную семью.

## Правление
Когда в начале 106 года император скончался, его вдова Дэн Суй вернула обоих принцев во дворец. Хотя Лю Шэн и был старше, но он постоянно болел, и поэтому новым императором было решено сделать Лю Луна, которому было всего 100 дней от роду. Он был провозглашён императором, а Дэн Суй получила титул вдовствующей императрицы и стала при нём регентом; Лю Шэн получил титул Пинъюаньского князя.

## Смерть
Однако молодой император прожил недолго, и скончался в конце лета или начале осени того же 106 года. К тому времени уже стало ясно, что его старший брат Лю Шэн не настолько болезненен, как это считалось ранее, но вдовствующая императрица опасалась, что он в будущем будет мстить за то, что младший брат был сделан императором до него, и настояла на коронации в качестве нового императора его двоюродного брата — двенадцатилетнего Лю Ху.